# Borys Ljatosjynskyj

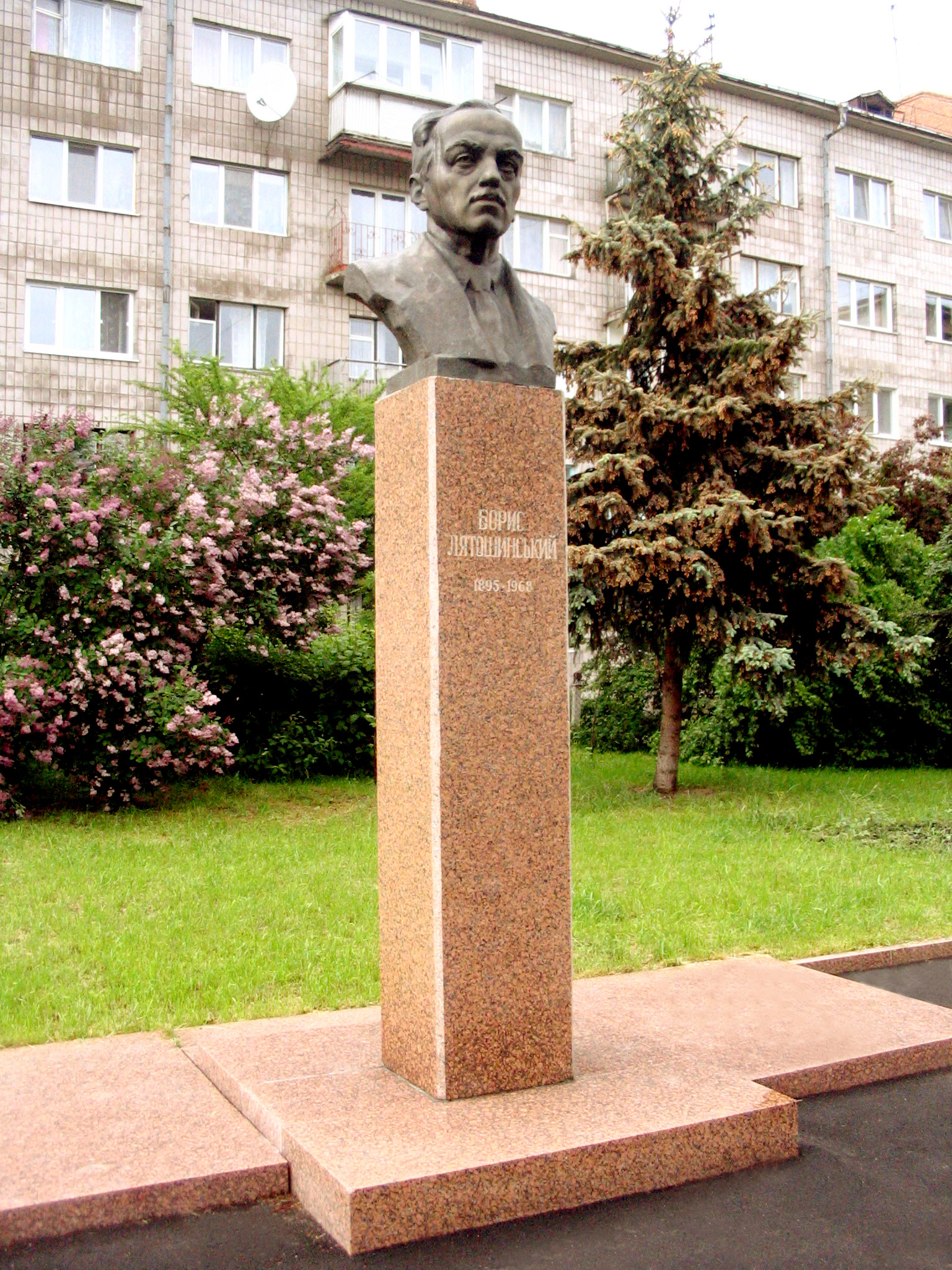
Monument över Ljatosjinskij i Zjytomyr.

Borys Mykolajovytj Ljatosjynskyj, (ukrainska: Борис Миколайович Лятошинський) född 3 januari 1895, död 15 april 1968, var en ukrainsk tonsättare och dirigent.
Ljatosjynskyj utbildade sig först till jurist och studerade därefter komposition för Reinhold Glière vid musikkonservatoriet i Kiev. Från 1920 var han lärare i komposition vid konservatoriet i Kiev. Under 1930-talet framstod han alltmer som en förgrundsgestalt inom den samtida ukrainska musiken. Bland hans verk märks symfonier och en av de första ukrainska operorna, Sjtjors, uruppförd i Kiev 1938. I många verk använde han material från slavisk folkmusik. Han instrumenterade även vissa av Mykola Lysenkos operor.
Han erhöll 1946 och 1952 Sovjetunionens statliga pris.

## Verk

### Sceniska verk
- "Guldringen" (Zolotoj obrutj), opera i 4 akter, opus 23 (1930) (reviderad 1970)
- "Sjtjors", opera om Nikolaj Sjtjors i 5 akter, opus 29 (1937)

### Orkesterverk
- 5 symfonier
  - Symfoni nr 1 A-dur, opus 2 (1918-1919)
  - Symfoni nr 2 h-moll, opus 26 (1935-1936) reviderad 1940.
  - Symfoni nr 3 h-moll, opus 50 "Till 25-årsminnet av oktoberrevolutionen" (1951)
  - Symfoni nr 4 B♭-moll, opus 63 (1963)
  - Symfoni nr 5 C-dur "Den slaviska", opus 67 (1965-1966)
- Fantastisk marsch, opus 3 (1920)
- Ouvertyr över fyra ukrainska folkmusikteman, opus 20 (1927)
- "Återföreningen" (Vossojedinenike), symfonisk dikt, opus 49 (1949-1950)
- Vals (1951)
- Slavisk konsert for piano och orkester, opus 54 (1953)
- Svit ur "Romeo och Julia", opus 56 (1955)
- "Vis Wislas stränder", (Na beregach Visly) symfonisk dikt, opus 59 (1958)
- Orkestrering av Stråkkvartett nr 2 A-dur, opus 4 (Nr 2 Intermezzo) för orkester (1960)
- Polsk svit, opus 60 (1961)
- Slavisk ouvertyr, opus 61 (1961)
- Lyriskt poem "Till the minne av Glière", opus 66 (1964)
- Slavisk svit, opus 68 (1966)
- Festouvertyr, opus 70 (1967)

### Vokalmusik med orkester
- Festkantat "Till 60-årsminnet av Stalin" för blandad kör och orkester (1938)

### Kammarmusik
- 5 stråkkvartetter
  - Stråkkvartett nr 1 d-moll, opus 1 (1915)
  - Stråkkvartett nr 2 A-dur, opus 4 (1922)
  - Stråkkvartett nr 3 opus 21 (1928)
  - Stråkkvartett nr 4 opus 43 (1943)
  - Stråkkvartett nr 5 (1944-1951)
- Pianotrio nr 1, opus 7 (1922) (reviderad 1925)
- Sonat för violin och piano, opus 19 (1926)
- Pianotrio nr 2, opus 41 (1942)
- Pianokvintett "Ukrainsk kvintett", opus 42 (1942)
- Nocturne och scherzino för viola och piano (1963)

### Piano
- Pianosonat nr 1, opus 13 (1924)
- Pianosonat nr 2 "Sonata Ballade", opus 18 (1925)
- Ballad, opus 22 (1928-1929)
- Ballad, opus 24 (1929)
- Suite (1941)
- Tre preludier, opus 38 (1942)
- Två preludier, opus 38b (1942)
- Fem preludier, opus 44 (1943)

### Vokalmusik
- Två dikter av Shelley, opus 10 (1923)
- Två sånger av Maurice Maeterlinck och Konstantin Balmont, opus 12 (1923)
- Fyra dikter av Shelley, opus 14 (1924)
- Dikter för baryton och piano, opus 15 (1924)

### Transkriptioner
- Orkestrering av Lisenkos opera Taras Bulba
- Orkestrering av Glières violinkonsert